# 케빈 서스먼
케빈 서스먼(Kevin Sussman, 1970년 12월 4일 ~ )은 미국의 배우이다.

## 출연 작품
- A.I. - 슈퍼너드 역
- 킬러스 - 맥 베일리 역
- 웻 핫 아메리칸 썸머: 퍼스트 데이 오브 캠프